# Apomuria biloba
Apomuria biloba är en måreväxtart som beskrevs av Cornelis Eliza Bertus Bremekamp. Apomuria biloba ingår i släktet Apomuria och familjen måreväxter.
Artens utbredningsområde är Madagaskar. Inga underarter finns listade i Catalogue of Life.